# Guido Corbellini

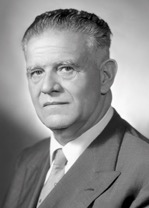
Guido Corbellini

Guido Corbellini (* 28. Juni 1890 in Ancona; † 16. März 1976 in Rom) war ein italienischer Bauingenieur, Hochschullehrer und Politiker der Democrazia Cristiana (DC), der zwischen 1948 und 1968 dem Senat angehörte sowie Minister in mehreren Kabinetten war.

## Leben
Guido Corbellini, Sohn von Vittore Corbellini und Edvige Griffini, begann nach dem Besuch des Collegio Ghislieri in Pavia und 1908 ein Studium im Fach Bauingenieurwesen an der Universität La Sapienza in Rom, welches er 1913 mit der Laurea beendete. Nachdem er dort von 1913 bis 1914 Assistent für theoretische und topografische Geodäsie war, wechselte er zu den italienischen Staatseisenbahnen (FS). Bei der Eisenbahn machte er schnell Karriere. Nach der Besetzung Griechenlands stand er zwischen 1941 und 1942 der italienischen Mission vor, die sich mit dem Wiederaufbau der griechischen Eisenbahn beschäftigte. Unter der Regierung Badoglio war er zwischen 1944 und 1947 für den Eisenbahntransport der alliierten Truppen im befreiten Italien verantwortlich. Zuletzt war er Leiter einer Hauptabteilung der FS sowie später auch freiberuflicher Dozent für Straßen- und Eisenbahnbau. Darüber hinaus arbeitete er als Verantwortlicher für Verkehrstechnologie und -wirtschaft an der Universität Bologna und engagierte sich als Generalvizepräsident des italienischen elektrotechnischen Verbandes AEI (Associazione elettrotecnica italiana). Er war ferner Ordentlicher Professor am Polytechnikum Mailand und hatte dort die ordentliche Professur für Verkehrstechnologie und -wirtschaft inne. Ferner war er Präsident des öffentlichen Versorgungsunternehmens Acea in Rom.
Sein politisches Engagement begann er in der Kommunalpolitik als Mitglied des Stadtrates von Florenz. Er wurde am 31. Mai 1947 als Verkehrsminister in das Kabinett De Gasperi IV berufen und bekleidete dieses Ministeramt vom 23. Mai 1948 bis zum 26. Januar 1950 auch im Kabinett De Gasperi V. Als Nachfolger von Giuseppe Saragat fungierte er im Kabinett De Gasperi V zwischen dem 7. November 1949 und dem 26. Januar 1950 auch als kommissarischer Minister für die Handelsmarine.
Bei den Parlamentswahlen am 28. April 1948 wurde Corbellini zwischenzeitlich für die Christdemokraten erstmals in den Senat gewählt und gehörte diesem von der ersten bis zum Ende der vierten Legislaturperiode am 4. Juni 1968 an. Zu Beginn seiner Senatszugehörigkeit war er nach seinem Ausscheiden aus der Regierung unter anderem zwischen dem 10. Februar 1950 und dem 1. August 1951 Vizevorsitzender sowie vom 2. August 1951 bis zum 24. Juni 1953 Vorsitzender des Ständigen Ausschusses für öffentliche Arbeiten, Verkehr, Post und Telekommunikation sowie Handelsmarine und fungierte auch in der zweiten Legislaturperiode zwischen dem 28. Juli 1953 bis 11. Juni 1958 weiterhin als Vorsitzender dieses Ständigen Ausschusses.
Guido Corbellini, der auch als Präsident der Nationalen Konföderation der Kommunalverwaltung (CNM) fungierte, war auch in der dritten Legislaturperiode vom 10. Juli 1958 bis zum 28. Mai 1962 abermals Vorsitzender des Ständigen Ausschusses für öffentliche Arbeiten, Verkehr, Post und Telekommunikation. Neben seiner Senatsmitgliedschaft übernahm er zudem verschiedene weitere Ämter und war Präsident des Italienischen Instituts für Schweißen (IIS) in Genua und Präsident des dortigen Internationalen Kommunikationsinstituts (IIC) sowie Präsident des automobiltechnischen Verbandes (ATA) mit Sitz in Turin.

## Ministerposten

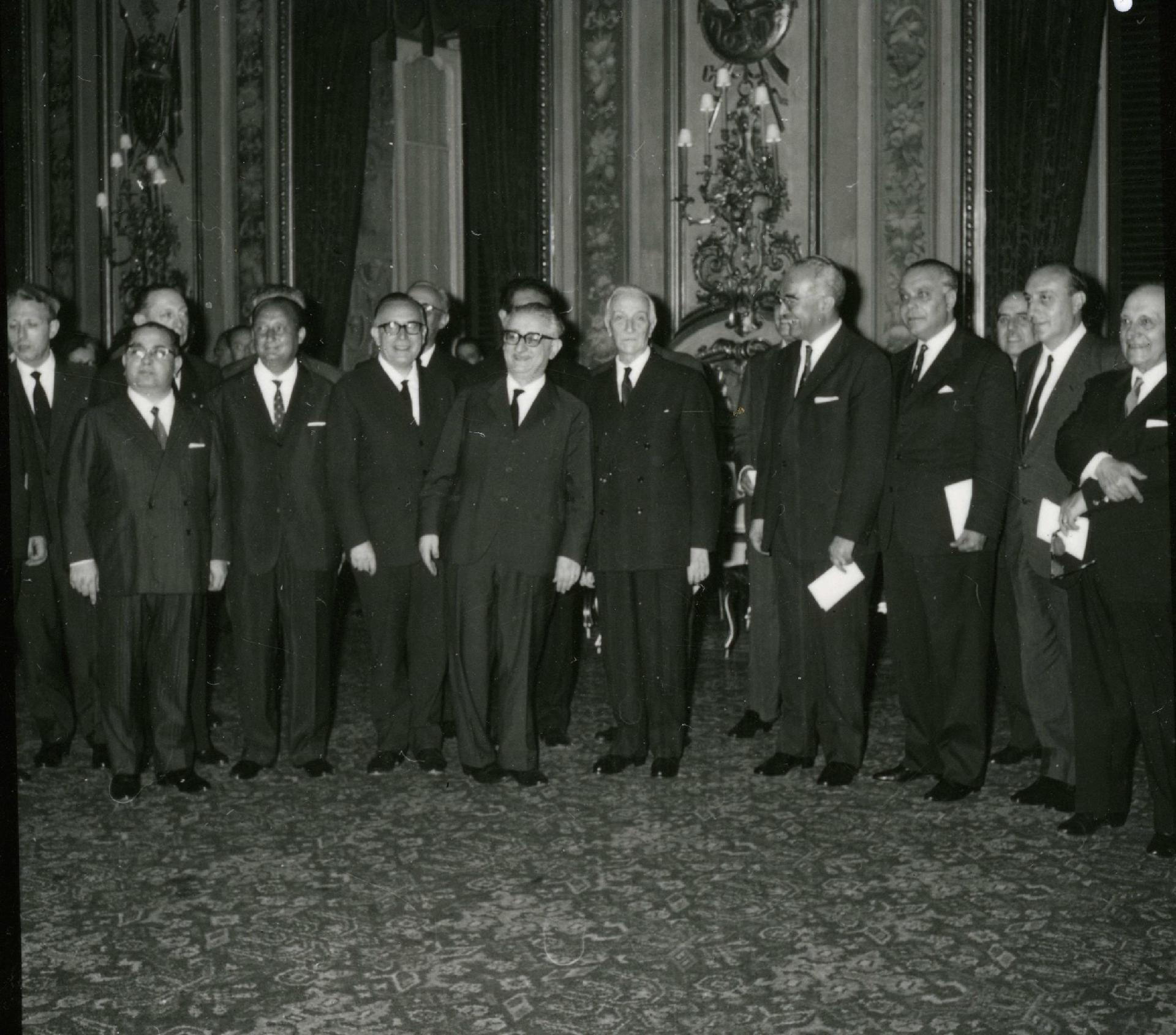
Kabinett Leone I (1963).

Im Kabinett Fanfani IV löste Corbellini am 29. Mai 1962 Lorenzo Spallino als Minister für Post und Telekommunikation ab und bekleidete dieses Amt bis zu seiner Ablösung durch Carlo Russo am 29. November 1962. Im Anschluss übernahm er am 30. November 1962 den Posten eines Ministers ohne Geschäftsbereiches mit Aufgabenbereich wissenschaftliche Forschung und verblieb in dieser Funktion bis zum 20. Juni 1963. Im darauf folgenden Kabinett Leone I war er schließlich zwischen dem 21. Januar und dem 4. Dezember 1963 Minister für Verkehr und Zivilluftfahrt. Zuletzt war er in der vierten Legislaturperiode vom 3. Juli 1963 zum bis 4. Juni 1968 noch Mitglied des Ständigen Ausschusses für öffentliche Arbeiten, Verkehr, Post und Telekommunikation.

## Veröffentlichungen (Auswahl)
- Sicurezza e regolarità di marcia dei treni, Rom, 1936
- Tecnica dei trasporti su rotaie. Lezioni tenute nella R. Università di Bologna, Rom,  1941
- I disastri ferroviari, Rom, 1942
- Lezioni di Tecnica ed Economia dei trasporti, Mailand, 1952, 2 Bände